# Aulavik-Nationalpark
Der Aulavik-Nationalpark (englisch Aulavik National Park of Canada, französisch Parc national du Canada Aulavik) ist ein 1992 gegründeter kanadischer Nationalpark auf der Banksinsel in den Nordwest-Territorien. Bei dem Park handelt es sich um ein Schutzgebiet der IUCN-Kategorie II (Nationalpark), welcher von Parks Canada, einer Crown Agency (Bundesbehörde), verwaltet wird.
Bekannt ist er vor allem wegen des Thomsen Rivers, einem der nördlichst gelegenen schiffbaren Flüsse Nordamerikas. Der komplett baumlose Park steht Besuchern offen und schützt eine Fläche von etwa 12.274 km² arktischer Ebene am Nordende der Insel. Der günstigste Weg, den Park zu besuchen, ist es, ein Flugzeug zu chartern. Es gibt vier Landestellen (Stand 2005). Aulavik ist eine Polarwüste mit oft starken Winden. Die durchschnittliche Niederschlagsmenge beträgt etwa 300 mm pro Jahr. Im Süden des Parks liegt ein vegetationsarmes Hochplateau 450 m über dem Meeresspiegel.
Der Aulavik-Nationalpark gehört zu den fünf kanadischen Nationalparks mit den wenigsten Besuchern, es wurden nur 34 Besucher registriert. Weniger Besucher als der Aulavik-Nationalpark hatten im Haushaltsjahr 2022–2023 nur der Sirmilik-Nationalpark (6 Besucher), der Quttinirpaaq-Nationalpark (7 Besucher) und der Tuktut-Nogait-Nationalpark (12 Besucher). Allerdings hat auch der Park mit den nächstmeisten Besuchern, der Wapusk-Nationalpark (82 Besuchern), nicht deutlich mehr Besucher gehabt. Gemeinsam ist diesen Parks mit sehr wenigen Besuchern ihre abgelegene Lage weit im Norden.

## Fauna
Auf der Insel leben geschätzte 68.000 bis 80.000 Moschusochsen, was dem weltweit größten Bestand entspricht. Etwa 20 Prozent davon leben im Nationalpark, der auch die gefährdeten Rentierunterarten Peary-Karibu und Grönland-Ren beherbergt. Im Laufe des Jahres leben 43 verschiedene Vogelarten im Park, von denen nur das Alpenschneehuhn und der Rabe das ganze Jahr bleiben. Im Nationalpark beheimatete Greifvögel sind die Schneeeule, der Raufußbussard, der Gerfalke sowie der Wanderfalke. Weiterhin kommen der braune Lemming, der nördliche Halsbandlemming, Wölfe, Polarfüchse und Polarhasen vor.